# Jüdischer Friedhof (Zwickau)

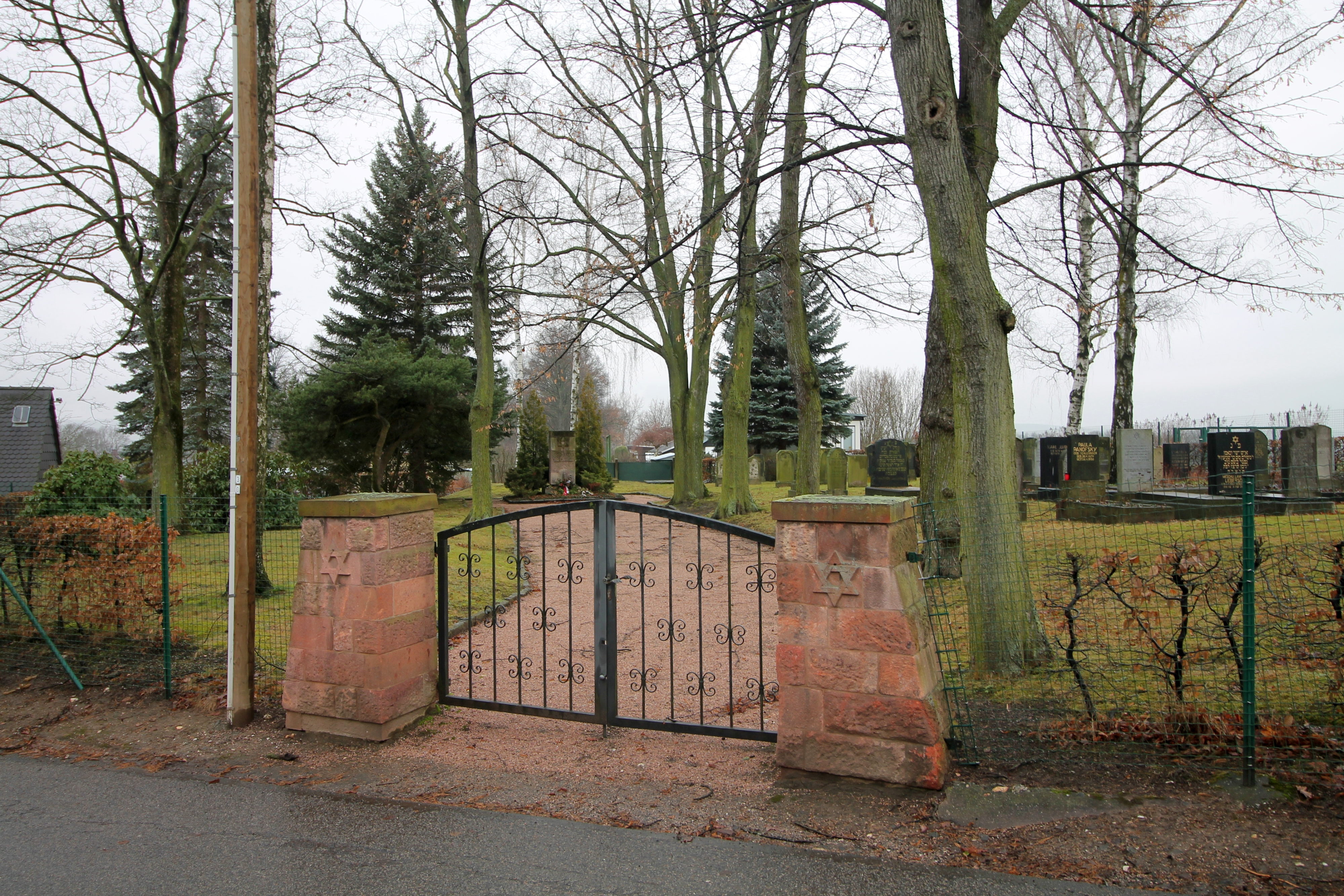
Ansicht des Friedhofs

Der Jüdische Friedhof Zwickau ist ein Friedhof in der Stadt Zwickau im gleichnamigen Landkreis in Sachsen.
Der 1450 m² große jüdische Friedhof liegt an der Thurmer Straße/Schneppendorfer Straße. Es sind 64 Grabsteine vorhanden.

## Geschichte
Nachdem die Israelitische Religionsgemeinde Zwickau 1904 gegründet worden war, konnte sie 1905 auf einem Grundstück an der Straße nach Schneppendorf östlich des alten Pölbitzer Friedhofes einen Begräbnisplatz anlegen, der mit einem Holzzaun umgeben wurde. 1938 wurden von nationalsozialistischen Vandalen die Grabsteine umgeworfen und später auch die Messingbuchstaben von den Grabsteinen abgeschlagen. Auch die kleine Friedhofshalle wurde 1938 zerstört, das Fundament ist noch erhalten. Ein Mahnmal erinnert an die in der NS-Zeit ermordeten Juden der Stadt.
Im April 2003 wurde der Friedhof schwer geschändet. Von den 64 Grabsteinen wurden 54 umgeworfen und fünf schwer beschädigt. Seither veranstaltet die Gesellschaft für Christlich-Jüdische Zusammenarbeit Zwickau gemeinsam mit Kirchgemeinden alljährlich Mahnwachen/Gebetsnächte.

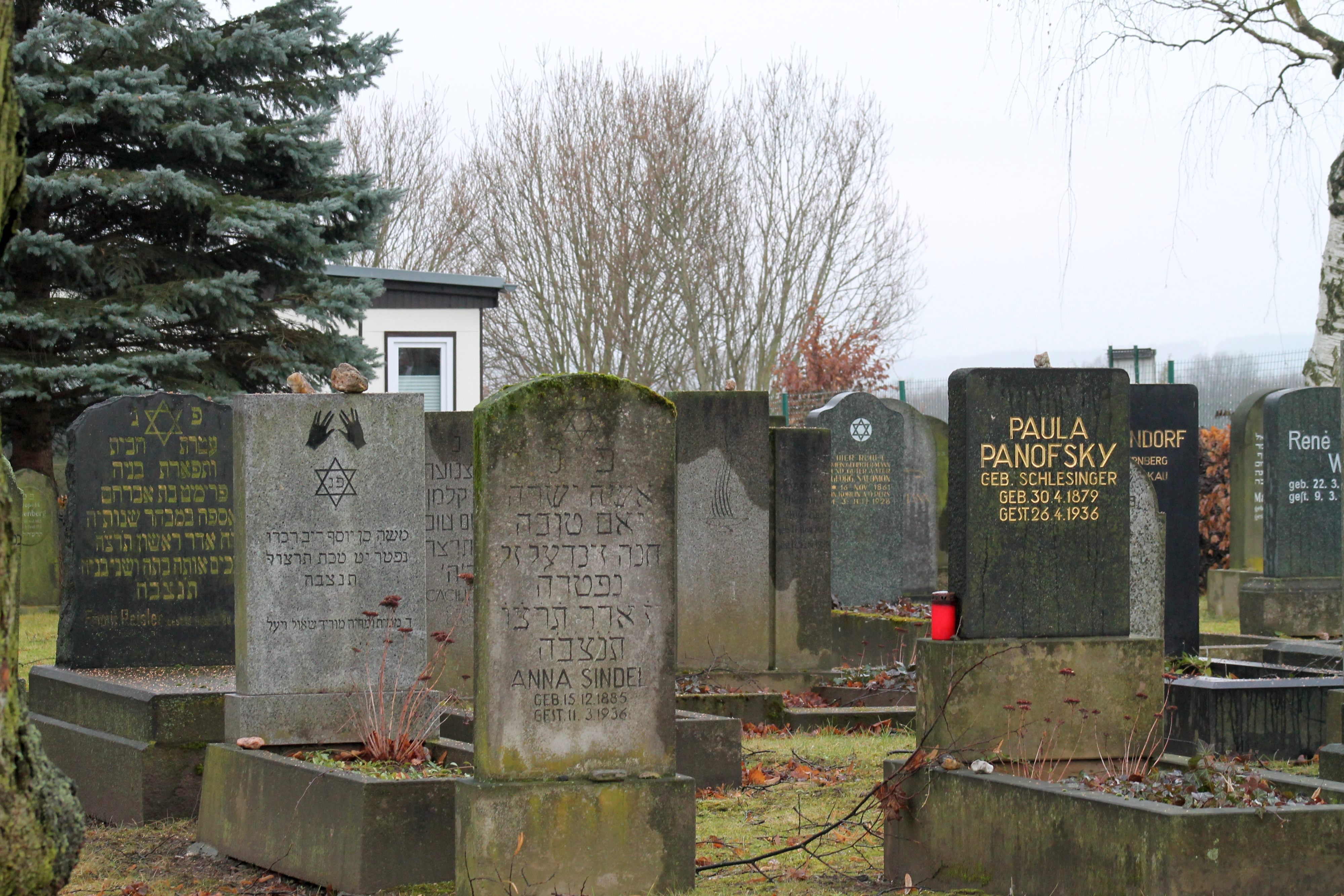
Detail
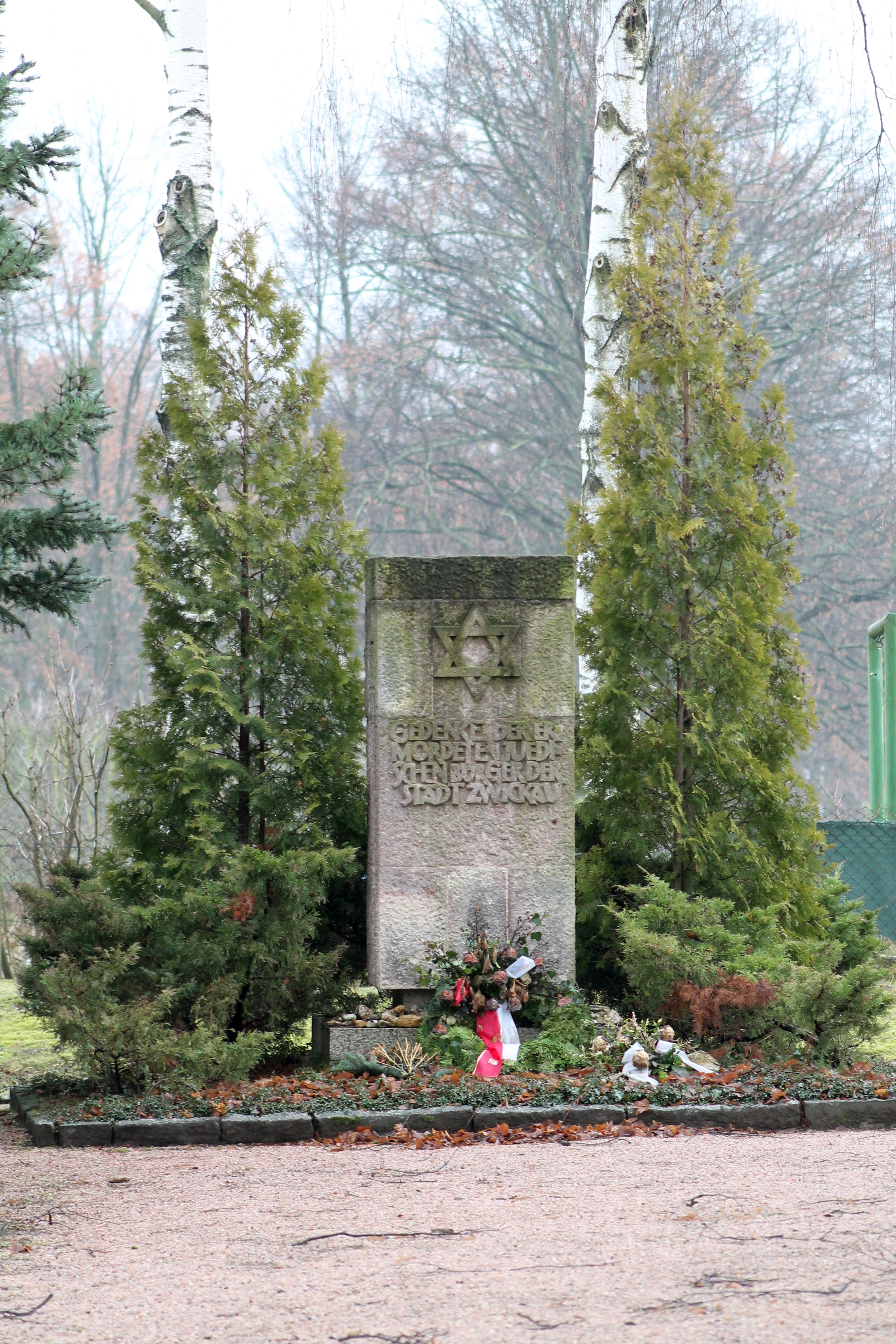
Mahnmal